# João Felipe
João Felipe Silva Estevam Aguiar (* 24. června 2001 Cruzeiro) je brazilský profesionální fotbalista, který hraje na pozici křídelníka. Naposledy bývalý hráč Slavie Praha hrál v brazilském klubu Azuriz FC.

## Mládežnická kariéra

### Ituano
Za klub Ituano odehrál tento talentovaný záložník více než 20 zápasů, ve kterých vstřelil 5 gólů. Zaujal tím vedení klubu Palmeiras, kam se přesunul na hostování.

### Palmeiras
V celku nastupoval osmnáctiletý fotbalista zejména v kategorii U20, s týmem do devatenácti let se také objevil na pražském CEE Cupu, kde předváděl kvalitní výkony, které potvrdil dvěma vstřelenými brankami a stejným počtem asistencí. Oba góly zaznamenal brazilský talent v semifinálovém utkání proti výběru Slavie, do které nedlouho poté zamířil na trvalý přestup.

## Klubová kariéra

### SK Slavia Praha
Po přesunu do Slavie byl viděn hlavně při hraní za B-tým v ČFL (kde vstřelil 1 gól v 7 utkáních) a v utkáních UEFA Youth League za slávistickou U19 proti Barceloně, Interu Milán a Borussii Dortmund (kde nastřílel 4 góly v 6 utkáních).
Svůj debut v A-týmu si připsal v pohárovém utkání proti Slavoji Vyšehrad ve kterém vstřelil jeden z osmi gólů. Ligový debut přišel na konci sezony 2019/20, kdy naskočil na posledních 17 minut do zápasu s Jabloncem.
1. září 2021 klub oznámil, že hráč vyjádřil touhu se vrátit do Brazílie a po vzájemné dohodě byla mezi klubem a hráčem rozvázána spolupráce.
| Klub         | Sezóna  | Liga         | Liga   | Liga | Pohár  | Pohár | Ostatní | Ostatní | Celkem | Celkem |
| Klub         | Sezóna  | Divize       | Zápasy | Góly | Zápasy | Góly  | Zápasy  | Góly    | Zápasy | Góly   |
| ------------ | ------- | ------------ | ------ | ---- | ------ | ----- | ------- | ------- | ------ | ------ |
| Slavia Praha | 2019–20 | Fortuna liga | 1      | 0    | 1      | 1     | 0       | 0       | 1      | 1      |
| Celkem       | Celkem  | Celkem       | 1      | 0    | 1      | 1     | 0       | 0       | 2      | 1      |